# Ratpenat de ferradura de Rüppell
El ratpenat de ferradura de Rüppell (Rhinolophus fumigatus) és una espècie de ratpenat de la família dels rinolòfids. Viu a Angola, Benín, Burkina Faso, el Camerun, República Centreafricana, el Txad, República del Congo, República Democràtica del Congo, Costa d'Ivori, Eritrea, Etiòpia, el Gabon, Gàmbia, Ghana, Guinea, Kenya, Libèria, Malawi, Mali, Mauritània, Moçambic, Namíbia, el Níger, Nigèria, Ruanda, Senegal, Sierra Leone, Somàlia, Sud-àfrica, el Sudan, Tanzània, Togo, Uganda, Zàmbia i Zimbàbue. El seu hàbitat natural és el bosc sec, i els hàbitats de sabana seca i humida. Les colònies són generalment associades amb les coves.. No hi ha cap amenaça significativa per a la supervivència d'aquesta espècie.